# Zarządcy Sędziszowa Małopolskiego

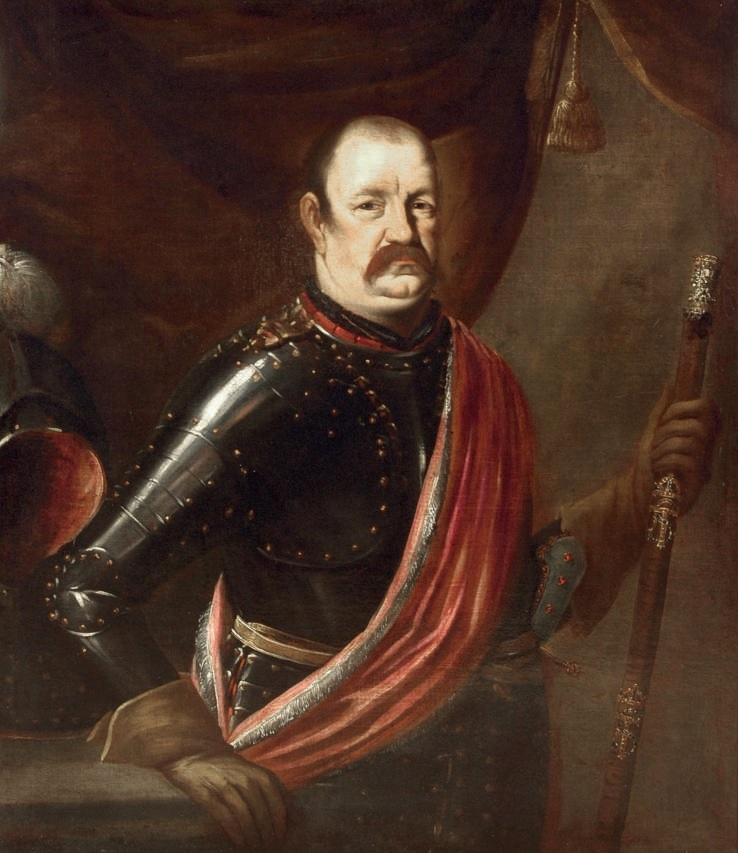
Jerzy Sebastian Lubomirski

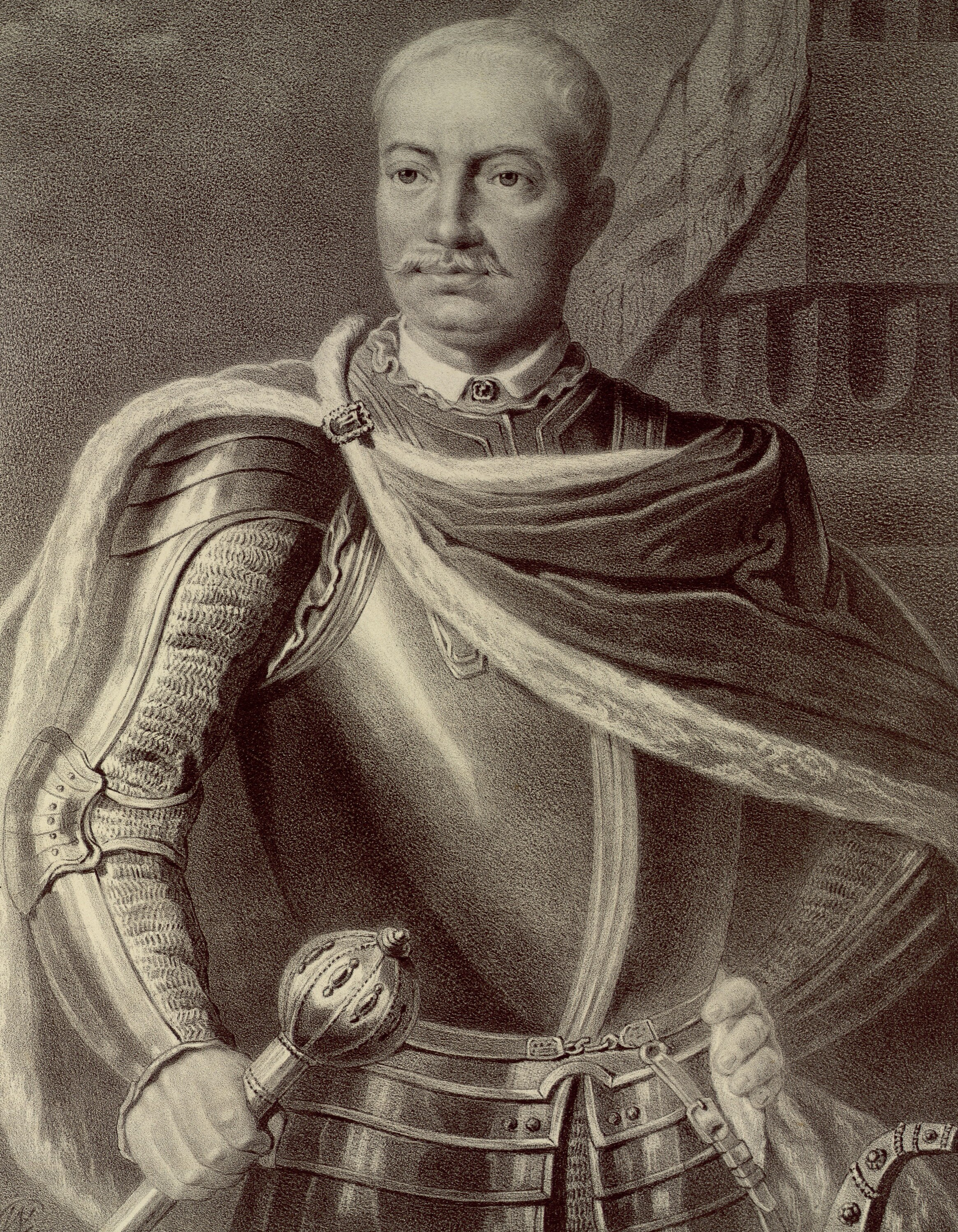
Feliks Kazimierz Potocki

## ZarządcySędziszowa Małopolskiego

### Okres władzy szlacheckiej
- Andrzej Odrowąż ze Sprowy (od 1455 roku)
- Stanisław Strzałkowski z Denowa (otrzymał miejscowość tytułem posagu Małgorzaty Orowąż)
- Małgorzata Odrowąż ze Sprowy (od śmierci Stanisława ok. 1470 roku)
- Jan Odrowąż ze Sprowy (od śmierci Małgorzaty do 1485 roku)
- Beata Tęczyńska (od śmierci Jana w 1485 roku)
- Jan Odrowąż, syn Jana i Beaty (właściciel miasta do 1513 roku)
- Hieronim Odrowąż, brat Jana (1513–1519, 1523–1536)
- Stanisław Odrowąż, syn Jana (1519–1523, 1536–1543)
- Gabriel Tarło (otrzymał miejscowość w zastaw 2700 florenów, 1543–1545)
- Beata Orowąż, córka Stanisława, żona Feliksa Oszczowskiego (1545–1555)
- Zofia Odrowąż, córka Stanisława, żona Jana Krzysztofa Tarnowskiego a następnie Jana Kostki (1555–1580)
- Jan Krzysztof Tarnowski (od śmierci Zofii 1580–1581)
- Jan Kostka, syn Jana i Zofii (1581–1592)
- Katarzyna Sieniawska, córka Jana i Zofii (1592–1595)
- Krzysztof Kostka, starosta kościerzyński, bratanek Jana, syn Krzysztofa Kostki (1595–1602)
- Jan Kostka i Mikołaj Rafał Kostka, synowie Krzysztofa (1602–lata 20. lub 30. XVII wieku)
- Mikołaj Spytek Ligęza z Bobrku, kasztelan sandomierski (lata 20. lub 30. XVII wieku-1637)
- Władysław Dominik Ostrogski-Zasławski, mąż Zofii Pudencjany Ligęzy, córki Mikołaja (1637–1649)
- Jerzy Sebastian Lubomirski, mąż Konstancji Ligęzy, córki Mikołaja (1649–1661)
- Feliks Kazimierz Potocki, mąż Katarzyny Lubomirskiej, córki Jerzego (1661–1702)
- Michał Potocki, syn Feliksa (1702–1749)
- Antoni Potocki i Piotr Potocki, synowie Michała (1749–1772)

### Miasto pod zaborem
- Feliks Potocki, brat Antoniego i Piotra (od 1772 roku)
- Michała Rudziński (Rudzieński), wojewoda mazowiecki, starosta chęciński, z czasem generał mazowiecki (otrzymał miejscowość tytułem posagu Elżbiety Potockiej, córki Feliksa)
- Antoni Rudzieński, syn Michała i Elżbiety (od 1799 roku do jego śmierci)
- Barbara z Rudzieńskich Moszyńska, siostra Antoniego, żona Fryderyka Moszyńskiego, marszałka wielkiego koronnego
- Wiktoria z Rudzieńskich Zboińska, siostra Antoniego, żona Jana Nepomucena Zboińskiego, starosty mszańskiego (w roku 1803 figuruje jako właściciel dominium)
- Wiktoria z Rudzieńskich Zboińska i Ksawera ze Zboińskich Stadnicka, córka Wiktorii (1815–1817)
- Ignacy Stadnicki i Ksawera ze Zboińskich Stadnicka (od około 1818 do 12 lipca 1834 roku, kiedy to dobra sędziszowskie zostały sprzedane na publicznej licytacji)
- Jan Stadnicki (12 lipca 1834-2 grudnia 1836)
- Ksawera ze Zboińskich Stadnicka i jej dzieci: Bronisław, Konstancja i Angela (2 grudnia 1836-22 września 1839)
- Leopold Szumski (22 września 1839-14 października 1840)
- Roman Kamiński i Antonina Kamińska, dzierżawcy (14 października 1840-1 listopada 1844)
- Adrian August Amalryk hrabia de Mailly, par Francji (1 listopada 1844-1 lipca 1878)
- Spadkobiercy hrabiego de Mailly (1 lipca 1878-3 lipca 1882)
- Artur Władysław Potocki (3 lipca 1882-26 marca 1890)
- Zofia Maria Potocka, córka Artura (26 marca 1890-5 sierpnia 1897)
- Zdzisław Jan Tarnowski, mąż Zofii Potockiej (5 sierpnia 1897-?)

### II Rzeczpospolita
- Józef Górka (?-1927)
- Michał Pragłowski (1927–?)
- Adam Szpakowski

### II wojna światowa
- okupacyjne władze niemieckie (1939–1944)

### PRL
- Michał Grabc (1944[1]-1945)
- Marian Fortuna (1945[2]-?)
- Andrzej Marczak (?-1950)
- Antoni Tobiasz (1950[3]-?)
- Józef Marć (1973–1980)
- Roman Krzystyniak (1980–1988)
- Józef Włodarski (1988–1990)

### III Rzeczpospolita
- Wiesław Oleś (1990[4]-1994, 1994[5]-1998, 1998[6]-1999[7])
- Kazimierz Kiełb (1999[8]-2002, 2002[9]-2006, 2006[10]-2010, 2010[11]-2014)
- Bogusław Kmieć (2014–)